# Championnat de France féminin de handball 1967-1968
Navigation
Saison 1966-1967 Saison 1968-1969
Le championnat de France féminin 1967-1968 est la 17e édition du plus haut niveau de handball en France.
Le titre de champion de France est remporté pour la quatrième et dernière fois par l'Étoile sportive colombienne. Celle-ci s'est imposée en finale après prolongation face à l'US Ivry qui faisait pourtant figure de favori après avoir nettement remporté ses six matchs de poule et ses deux demi-finales, éliminant au passage le tenant du titre, le Stade Marseillais UC.

## Modalités
Le championnat de France féminin se déroule en quatre phases :
- une phase régionale qui se termine le 9-10 décembre 1967,
- une phase inter-régionale qui se déroule les 6-7 et 13-14 janvier 1968,
- une phase nationale en 6 journées de championnat,
- une phase finale à quatre avec demi-finales et finale.

Les clubs qualifiés ou exemptés pour chaque phase ne sont pas connus.

## Phase nationale
Les deux premiers de chaque poule sont qualifiés pour la phase finale.

### Poule A
Le classement final de la poule A est :
|   | Équipe                 | Pts | J | G | N | P | Bp | Bc | Diff |
| - | ---------------------- | --- | - | - | - | - | -- | -- | ---- |
| 1 | US Ivry                | 18  | 6 | 6 | 0 | 0 | 90 | 35 | 55   |
| 2 | Stade Marseillais UC T | 14  | 6 | 4 | 0 | 2 | 76 | 62 | 14   |
| 3 | AS Univ. Lyon          | 10  | 6 | 2 | 0 | 4 | 46 | 70 | -24  |
| 4 | Stella Chambéry        | 6   | 6 | 0 | 0 | 6 | 38 | 83 | -45  |

- 27-28 janvier[4] :
  - US Ivry b. AS Univ. Lyon 18-5
  - Stade Marseillais b. Stella Chambéry 11-8
- 3-4 février[4] :
  - US Ivry b. Stade Marseillais 13-12
  - AS Univ. Lyon b. Stella Chambéry 15-9
- 10-11 février[5] :
  - Stade Marseillais UC b. ASU Lyon 13- 8
  - US Ivry b. Stella Chambéry 23-5
- 2-3 mars[3] :
  - Stade Marseillais UC b. ASU Lyon 16-10
  - US Ivry b. Stella-Chambéry 10-5
- 9-10 mars[3] :
  - ASU Lyon b. Stella-Chambéry 6-3
  - US Ivry b. Stade Marseillais 15-6
- 16-17 mars[3] :
  - Stade Marseillais UC b. Stella Chambéry 18-8
  - US Ivry b. ASU Lyon 11-2

### Poule B
Le classement final de la poule B est :
|   | Équipe                | Pts | J | G | N | P | Bp | Bc | Diff |
| - | --------------------- | --- | - | - | - | - | -- | -- | ---- |
| 1 | ES Colombes           | 17  | 6 | 5 | 1 | 0 | 71 | 45 | 26   |
| 2 | Stella Sports St-Maur | 13  | 6 | 3 | 1 | 2 | 71 | 66 | 5    |
| 3 | Stade Nantes UCA      | 11  | 6 | 2 | 1 | 3 | 50 | 63 | -13  |
| 4 | Bordeaux EC           | 7   | 6 | 0 | 1 | 5 | 47 | 74 | -27  |

- 27-28 janvier[4] :
  - ES Colombes b. Bordeaux EC 15-6
  - Stella Sports b. Stade Nantais UC 15-11
- 3-4 février[4] :
  - Stade Nantais UC b. Bordeaux EC 9-6
  - ES Colombes b. Stella Sports 13-7
- 10-11 février[5] :
  - Stade Nantais UC et ES Colombes 11-11
  - Bordeaux EC et Stella Sports Saint-Maur 13-13
- 2-3 mars[3] :
  - ES Colombes b. Stade Nantais UC 7-6
  - Stella Sports b. Bordeaux EC 12-7
- 9-10 mars[3] :
  - Stade Nantais UC b. Bordeaux EC 11-10
  - ES Colombes b. Stella Sports 11-10
- 16-17 mars[3] :
  - Stella Sports St-Maur b. Stade Nantais UC 14-11
  - ES Colombienne b. Bordeaux EC 14-5

## Phase finale
|  | Demi-finales           | Demi-finales           | Demi-finales       | Demi-finales       |         |         | Finale          | Finale          | Finale          | Finale          |
|  |                        |                        |                    |                    |         |         |                 |                 |                 |                 |
|  | 30 ou 31 mars 1968     | 30 ou 31 mars 1968     | 30 ou 31 mars 1968 | 30 ou 31 mars 1968 |         |         | 4 ou 5 mai 1968 | 4 ou 5 mai 1968 | 4 ou 5 mai 1968 | 4 ou 5 mai 1968 |
|  | US Ivry                | US Ivry                | 16                 | 16                 |         |         | 4 ou 5 mai 1968 | 4 ou 5 mai 1968 | 4 ou 5 mai 1968 | 4 ou 5 mai 1968 |
|  | US Ivry                | US Ivry                | 16                 | 16                 |         |         | 4 ou 5 mai 1968 | 4 ou 5 mai 1968 | 4 ou 5 mai 1968 | 4 ou 5 mai 1968 |
|  | Stella Sports St-Maur  | Stella Sports St-Maur  | 9                  | 8                  |         |         | 4 ou 5 mai 1968 | 4 ou 5 mai 1968 | 4 ou 5 mai 1968 | 4 ou 5 mai 1968 |
|  | Stella Sports St-Maur  | Stella Sports St-Maur  | 9                  | 8                  | US Ivry | US Ivry | 5               | 5               |                 |                 |
|  | 30 ou 31 mars 1968     |                        |                    |                    | US Ivry | US Ivry | 5               | 5               |                 |                 |
|  |                        |                        | ES Colombes        | ES Colombes        | 6ap     | 6ap     |                 |                 |                 |                 |
|  | ES Colombes            | ES Colombes            | ES Colombes        | ES Colombes        | 6ap     | 6ap     | 10              | 7               |                 |                 |
|  | ES Colombes            | ES Colombes            |                    |                    |         |         |                 | 7               |                 |                 |
|  | Stade Marseillais UC T | Stade Marseillais UC T | 8                  | 8                  |         |         |                 |                 |                 |                 |
|  | Stade Marseillais UC T | Stade Marseillais UC T | 8                  | 8                  |         |         |                 |                 |                 |                 |

### Demi-finales
Les résultats des demi-finales sont :
- Demi-finales aller, 30-31 mars[2]
  - à Vitry[7], US Ivry bat Stella Sports St-Maur 16-9.
  - à Nanterre, ES Colombes bat Stade Marseillais UC T 10-8.
- Demi-finales retour, 20-21 avril[2]
  - à Saint-Maur, US Ivry bat Stella Sports St-Maur 16-8.
  - à Marseille, Stade Marseillais UC T bat ES Colombes 8-7.

L'US Ivry et l'ES Colombes sont qualifiés pour la finale.

### Finale
La finale est disputée le 4 ou 5 mai 1968. Alors que l'US Ivry faisait pourtant figure de favori après avoir nettement remporté ses six matchs de poule et ses deux demi-finales, c'est l'ES Colombes qui est championne de France à la suite de sa victoire 6 à 5 après prolongation.
Le match a été extrêmement équilibré mais c'est Ivry qui a d'abord pris l'avantage au cours de la première période grâce à trois buts de Bellec, Leroux et Maurin. Colombes égalise (3-3) au cours de la seconde période par Thalamy (2) et Linossier. Puis les deux équipes se retrouvent encore dos à dos (5-5) à la fin du temps réglementaire. Dans la prolongation, Farget marque le but décisif qui donne le titre à Colombes.
Parmi les joueuses, on trouve :
- Colombes : Christiane Thalamy, Liliane Druant, Monique Groisy, Françoise Bigot, Germaine Linossier, Marie-Louise Farget...
- Ivry : Renée Bellec, Martine Leroux, Liliane Maurin, Nicole Lesauce, Suzanne Cathiard[réf. nécessaire]...